# 조호르 해협

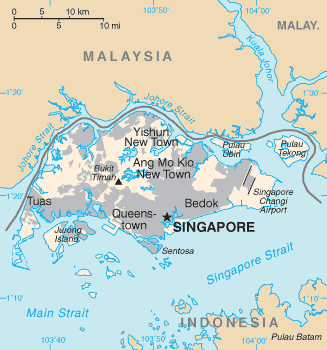
싱가포르 지도

조호르 해협(인도네시아어: Selat Johor)은 말레이시아의 조호르주와 싱가포르 사이의 해협이다. 특이하게도 이 해협이 인도네시아까지 연결되어 있는 줄 아는 경우가 많으나, 싱가포르와 말레이반도를 비롯한 동남아시아의 각 육지를 이어주는 징검다리 역할을 하는 해협이기도 하며, 이와 더불어 아시안 하이웨이 2호선과 아시안 하이웨이 18호선을 함께 공유하기도 하는 특이사항이 있다. 